# 日本国宝城郭列表

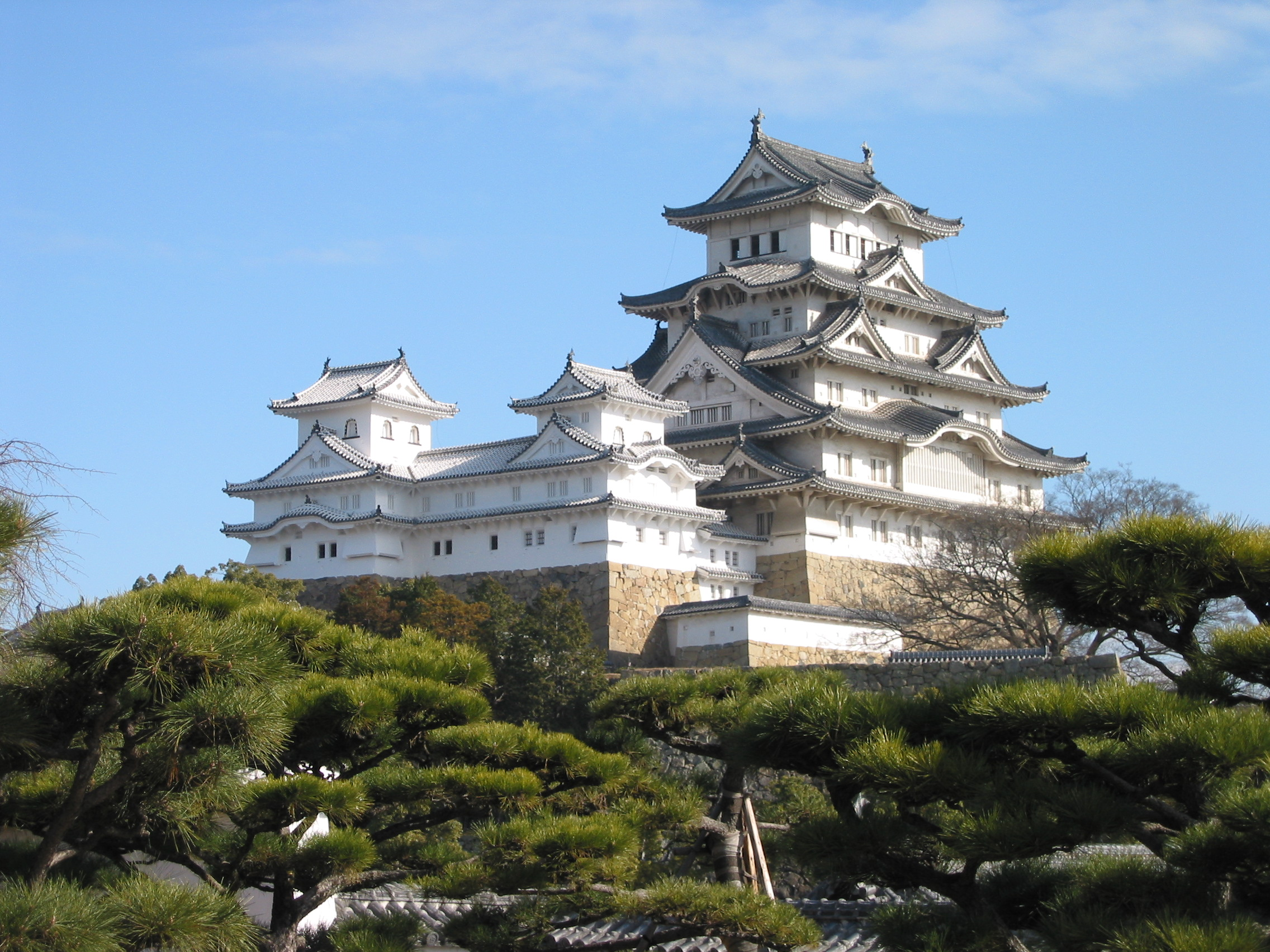
姬路城是日本参观人数最多的城堡，也是联合国教科文组织认定的世界遗产

日本国宝城郭列表记录所有现存登记为国宝的城郭。獲國寶認定的現存城楼建筑共有19栋，分别登记在9件国宝名称下，属于5座不同的城堡。这些城堡始建于17世纪，原本用于日本各地军事领主居住和办公，兼有军事、起居和政治功用。明治维新后，大部分城堡被废弃，直到20世纪，政府重新对这些建筑加以保护和修缮。日本政府將这些建筑登记为日本国宝，其中更有部分得以收入世界遗产名录。如今这些建筑都已被开放，成为当地的热门旅游景点之一。

## 日本城堡历史
15世纪中叶至17世纪初的日本战国时代，称为大名的强大的军事领主，如织田信长、丰臣秀吉以及德川家康等，纷纷力图以武力统一日本。割据势力的存在使得军事冲突持续不断。出于战争需要，各领主建造了许多防御工事和城堡。现存日本城堡的建筑多为安土桃山时代和早期江户时代风格。
从1576年到1579年，大名织田信长建造了安土城，由此开启了日本城堡建造的新时代。从平安到室町时代早期的日本城堡都只是建在山顶用于军事的木制据点，风格朴素；而安土城之后的城堡多以其为范本，具有高大的建筑和美观的装饰。安土城的出现标志着日本城堡在功能上的转变，从原本仅仅是堡垒或军事要塞变成一个地区的政治象征以及文化和经济中心。新风格的城堡从此成为大名及其家人和家臣们的居所。由于建造这样一座奢华的建筑花费巨大，安土城风格的城堡也起到了突出大名的权力和威望的作用。
这些新式城堡以木头和灰泥建造于石质地基之上。一般来说，主楼或称天守阁位于城堡的最高点，周围是一系列相互连接的外郭，包括有小天守阁、橹和渡橹等形成城郭。
在1596年至1615年期间日本各地陆续建造了大约100座城堡。城堡修建的鼎盛时期出现在1600年到1615年间。1600年德川家康在关原之战打败了丰臣氏，丰臣氏剩余的部队最终在1615年的大阪之役中被消灭，从而开启了江户幕府时代。江户幕府颁布了《一国一城令》，仅允许大名们在各令制国内保留一座自己居住的城堡，其余的全都拆除，并在1620年完全禁止新城的建造。到了19世纪末的明治维新时代，绝大部分城堡已经处于被废弃的状态。一些城堡被视为上一个时代统治精英的象征，被拆除后作为木材和铁件出售。部分城堡则被大火、地震或台风摧毁。只有十二座城堡仍旧保有被认为是原始设计的天守（现存天守）。

## 日本国宝城楼
自1897年开始，日本一直使用“国宝”一词来表示文化财产。这一术语的定义和标准自问世以来已经有所变化。当前这些城堡建筑符合目前的定义，并在1951年6月9日《文化财产保护法》实施时被指定为国宝。这些文物是由文部科学省根据其“具有特别高的历史或艺术价值”所选定的。这其中，姬路城整体被列入世界遗产名录。

## 特点
这份名单列出了文部科学省认定的9件国宝建筑物，分别来自从安土桃山时代晚期到江户时代早期建造的5座城堡。然而，国宝城楼的数量实际上更多，在文部科学省文化厅网站上，多栋城楼建筑被合并成一件国宝。名单列出的建筑包括主城（天守）、瞭望塔（橹）和连接走廊（渡橹）。
现有的19栋日本国宝城楼建筑分布在5座城堡中：姬路城有8栋，松本城有5栋国宝建筑，彦根城和松江城分别有3栋和2栋。通常来说，城堡被依照其所在地的地形分成三类：依山而建的“山城”；在平原兴建的“平城”，例如松本城；在平原山丘上修筑的“平山城”，如姬路城、犬山城和松江城等。城堡的天守以两种方式来建造。在“望楼型”风格中，天守的顶部是由一种称为“望楼”的瞭望塔式建筑组成。这种望楼建筑在一阶或多阶高大的入母屋顶上，望楼与下面的入母屋造在结构上相互独立。彦根城、姬路城、犬山城和松江城都是这种风格的代表。以松本城为代表的“层塔型”建造在正方形的石头基座上，每一层在保持几乎相同的形状下都比下面一层略小，各层之间以柱子贯通支撑。
只有在极少数的情况下，主楼（天守阁）才能独立于其他结构（称为“独立式”）。一般来说，天守会通过“渡橹”（称为“连结式”）或者直接（称为“复合式”）与作为入口的“橹”或者小天守相连。松本城则是同时拥有两种形式的复合连结式，北面经渡橹与乾小天守相接，东面经辰巳附橹与月见橹相接。姬路城的大天守与三座小天守经四栋渡橹连接起来组成一个庭院，这种入口位于中庭的样式则称为“连立式”。一座典型的天守从外观看有三到七层，但它的内部结构特别是地上层数可能与外观不同。姬路城、犬山城、松江城和松本城的大天守内部比从外面看到的要多一层。

## 用法
表的列（图像除外）可以按箭头符号进行排序。下面概述了表中包含的内容以及排序方式。
- 名称：在日本国家文化财产数据库中登记的建筑物名称[21][註 1][註 2]
- 城堡：建筑物所在城堡的名称
- 结构：建筑结构、类型和一般注释，包括层数/重数（室外）和阶数（室内）；本列按结构类型（天守、橹、渡橹）排序
- 日期：施工期和年份；本列按年份排序。如果只知道一个时期，他们按照那个时期的开始年份进行排序。
- 位置：“县名市名”和建筑的地理坐标；本列以县名、市名进行排序。
- 图片：建筑的图片；如果图片显示多个建筑，则该项对应的建筑由蓝色矩形表示。

## 国宝名录
| 名称                       | 名称                 | 城堡   | 结构 | 建築時期                  | 位置                                                                   | 所有者         | 图片 |
| -------------------------- | -------------------- | ------ | --- | ------------------------- | ---------------------------------------------------------------------- | -------------- | --- |
| 彦根城天守                 | 天守（）             | 彦根城 | 天守，望楼型，3重3阶，外加一个地下室和玄关，与附橹和多闻橹相接。本瓦葺顶，顶上装饰有大量的切妻破风、千鸟破风、入屋母破风和唐破风等，2重之上的窗户全是火灯窗。                             | 安土桃山时代，1606年      | 滋贺县彦根市 35°16′35.21″N 136°15′6.64″E / 35.2764472°N 136.2518444°E  | 彦根市         | A castle with white walls, dark roofs and many gables on a platform of unhewn stones. |
| 彦根城天守                 | 附橹（）和多闻橹（） | 彦根城 | 橹，均为单重单层，本瓦葺顶，附橹位于大天守北侧东段，连接大天守和多闻橹。 | 安土桃山时代，1606年      | 滋贺县彦根市 35°16′35.74″N 136°15′6.68″E / 35.2765944°N 136.2518556°E  | 彦根市         | A single-storied structure connected to a main donjon of a castle. Both have white walls, dark roofs and are built on a platform of unhewn stones.                                                                       |
| 姬路城大天守               | 大天守（）           | 姬路城 | 大天守，本瓦葺顶，高31（102英尺）。外观5层，内部实际是地上6层，外加地下1层。西接二之渡橹，北接伊之渡橹。                                                                                  | 安土桃山时代，1608年      | 兵库县姬路市 34°50′21.66″N 134°41′38.67″E / 34.8393500°N 134.6940750°E | 文部科学省     | A large castle tower with white walls and dark roofs on a platform of unhewn stones. |
| 姬路城小天守               | 乾小天守（）         | 姬路城 | 小天守，本瓦葺顶，3重4阶外加地下1层。最上面一阶有火灯窗，东接吕之渡橹，南接波之渡橹，位于大天守阁的对角，比其他两座小天守阁略大，以拆除丰臣秀吉原本修建的上一代三层天守后的材料移建而成。 | 安土桃山时代，1609年左右  | 兵库县姬路市 34°50′22.57″N 134°41′37.72″E / 34.8396028°N 134.6938111°E | 文部科学省     | A three-storied castle tower with white walls and a dark roof on a platform of unhewn stones. It is connected to a two-storied structure.                                                                                |
| 姬路城西小天守             | 西小天守（）         | 姬路城 | 小天守，本瓦葺顶，3重3阶外加地下2层。最上面一阶有火灯窗，东接二之渡橹，北接波之渡橹。 | 安土桃山时代，1609年左右  | 兵库县姬路市 34°50′21.83″N 134°41′37.62″E / 34.8393972°N 134.6937833°E | 文部科学省     | A three-storied castle tower with white walls and a dark roof on a platform of unhewn stones. It is connected to a two-storied structure.                                                                                |
| 姬路城東小天守             | 东小天守（）         | 姬路城 | 小天守，本瓦葺顶，3重3阶外加地下1层。内部装饰较为朴素。西接吕之渡橹，南接伊之渡橹。 | 安土桃山时代，1609年左右  | 兵库县姬路市 34°50′22.45″N 134°41′39.11″E / 34.8395694°N 134.6941972°E | 文部科学省     | A small three-storied castle tower next to a large five-storied tower. Both have white walls, dark roofs and are built on a platform of unhewn stones.                                                                   |
| 姬路城伊、呂、波、仁之渡櫓 | 伊之渡橹（）         | 姬路城 | 渡橹，本瓦葺顶，2重2阶，外加地下1层，在大天守与东小天守之间。 | 安土桃山时代，1609年左右  | 兵库县姬路市 34°50′22.13″N 134°41′38.76″E / 34.8394806°N 134.6941000°E | 文部科学省     | Courtyard surrounded by castle towers and lower structures. |
| 姬路城伊、呂、波、仁之渡櫓 | 吕之渡橹（）         | 姬路城 | 渡橹，本瓦葺顶，2重2阶，外加地下1层，在东小天守和乾小天守之间。 | 安土桃山时代，1609年左右  | 兵库县姬路市 34°50′22.45″N 134°41′38.04″E / 34.8395694°N 134.6939000°E | 文部科学省     | |
| 姬路城伊、呂、波、仁之渡櫓 | 波之渡橹（）         | 姬路城 | 渡橹，本瓦葺顶，2重2阶，外加地下1层，在乾小天守和西小天守之间。 | 安土桃山时代，1609年左右  | 兵库县姬路市 34°50′22.09″N 134°41′37.32″E / 34.8394694°N 134.6937000°E | 文部科学省     | A two-storied structure between two three-storied castle towers next to a large five-storied tower. Each has white walls, dark roofs and is built on a platform of unhewn stones.                                        |
| 姬路城伊、呂、波、仁之渡櫓 | 仁之渡橹（）         | 姬路城 | 渡橹，本瓦葺顶，2重檐，在西小天守和大天守之间。下有可供进入4座天守包围的中庭的“水之五门”。                                                                                                | 安土桃山时代，1609年左右  | 兵库县姬路市 34°50′21.66″N 134°41′37.68″E / 34.8393500°N 134.6938000°E | 文部科学省     | 水五門 |
| 犬山城天守                 | 天守（）             | 犬山城 | 天守，本瓦葺顶，3重4阶，外加地下2层，望楼型，建于约5（16英尺）高的天守台上，东面和西北角都建有望楼。                                                                                      | 安土桃山时代，1601年      | 爱知县犬山市 35°23′18″N 136°56′21″E / 35.38833°N 136.93917°E           | 犬山城白帝文庫 | A castle with white walls and dark roofs on a base of unhewn stones. |
| 松江城天守                 | 天守（）             | 松江城 | 天守，本瓦葺顶，4重5阶，外加地下1层，约30（98英尺）。 | 安土桃山时代，1607–1611年 | 岛根县松江市 35°28′30.48″N 133°3′2.57″E / 35.4751333°N 133.0507139°E   | 松江市         | Main keep of a castle with dark walls, dark roofs on a platform of unhewn stones. |
| 松江城天守                 | 附橹（）             | 松江城 | 橹，1重檐，本瓦葺顶。 | 安土桃山时代，1607–1611年 | 岛根县松江市 35°28′29.86″N 133°3′2.71″E / 35.4749611°N 133.0507528°E   | 松江市         | Small tower attached to a castle with dark walls, dark roofs on a platform of unhewn stones. |
| 松本城天守                 | 天守阁（）           | 松本城 | 大天守，本瓦葺顶，5重6阶，带有望楼型要素的层塔型天守。在第4阶设有“御座之间”。 | 安土桃山时代，文禄年间    | 长野县松本市 36°14′19.03″N 137°58′7.87″E / 36.2386194°N 137.9688528°E  | 文部科学省     | A large 5-storied castle tower with black wooden walls located on a platform of unhewn stones surrounded on two sides by water. The tower is connected to lower structure on two sides.                                  |
| 松本城天守                 | 乾小天守（）         | 松本城 | 小天守，本瓦葺顶，3层4阶，因位于大天守的乾方位（西北）而得名。 | 安土桃山时代，文禄年间    | 长野县松本市 36°14′19.66″N 137°58′7.81″E / 36.2387944°N 137.9688361°E  | 文部科学省     | A 3-storied castle tower with black wooden walls located on a platform of unhewn stones above a water filled moat. The tower is connected to a lower structure on one sides.                                             |
| 松本城天守                 | 渡橹（）             | 松本城 | 渡橹，2重2阶，本瓦葺顶。 | 安土桃山时代，文禄年间    | 长野县松本市 36°14′19.42″N 137°58′7.8″E / 36.2387278°N 137.968833°E    | 文部科学省     | A 2-storied structure connecting a 3-storied castle tower with a 5-stoired tower. All three structures have black wooden walls and are located on a platform of unhewn stones above a water filled moat.                 |
| 松本城天守                 | 辰巳附橹（）         | 松本城 | 橹，2重2阶，本瓦葺顶，连接大天守和月见橹，因位于大天守的辰巳方位（东南）而得名。 | 江户时代早期，宽永年间    | 长野县松本市 36°14′18.76″N 137°58′8.32″E / 36.2385444°N 137.9689778°E  | 文部科学省     | A two-storied tower connected on one side to a five-storied castle tower and on the other to a lower one-storied structure. All three structures have black wooden walls and are located on a platform of unhewn stones. |
| 松本城天守                 | 月见橹（）           | 松本城 | 橹，本瓦葺顶，寄栋式顶，原本是为接待将军到访的御成而修建，天花板为船底天井，房间的三面装有可拆卸的舞良户，没有狭间。                                                                      | 江户时代早期，宽永年间    | 长野县松本市 36°14′18.77″N 137°58′8.63″E / 36.2385472°N 137.9690639°E  | 文部科学省     | A one-storied structure with a veranda with red handrail connected to a two-storied castle tower. Both are located on a platform of unhewn stones.                                                                       |

### 备注
1. 1 2 3 4  彦根城的多栋国宝城楼在文部科学省网站上被登记在一个名称下，仅在本列表中为了便于阅读而将单栋国宝城楼分拆出来。
2. 1 2 3 4 5 6 7  松本城的多栋国宝城楼在文部科学省网站上被登记在一个名称下，仅在本列表中为了便于阅读而将单栋国宝城楼分拆出来。
3. 1 2 3 4 5 6 7 8  姬路城的四条渡橹分别被标为“伊”、“吕”、“波”、“仁”，分别对应着“A”、“B”、“C”、“D”。
4. 1 2  松江城的多栋国宝城楼在文部科学省网站上被登记在一个编号下整体作为单一国宝，仅在本列表中为了便于阅读而将单栋国宝城楼分拆出来。

### 解说
1. ↑  一座城堡有多个天守阁时，最大的称之为大天守阁，其余为小天守阁。天守阁一般四面都有窗，有超过四层屋顶[9]。橹比小天守阁规模更小[10]，一般只有两层屋顶且面向城内的一侧没有狭间和窗户[9]。
2. ↑  “渡橹”是连接天守阁或者橹，方便士兵移动的带墙通道。平时作为仓库，战时移除内部的隔板可供武士对外进行攻击的也叫“多闻橹”。[11]
3. ↑  有些来源也会包含另一种类型，“水城”，指临水而建的城堡。[24]
4. ↑  瞭望台，战时用作士兵瞭望和射箭，平时用于存贮粮食或者兵器。[30]
5. 1 2 3 4 5 6 7 8 9 10 11 12 13 14 15 16 17 18  本瓦葺：由平坦的宽凹瓦和覆盖前者接缝的半圆柱形凸瓦组成的瓦屋顶。[42]
6. ↑  切妻破风：切妻式屋顶山面的三角形部分。[43]
7. ↑  千鸟破风：附加在屋顶斜面上的三角形部分，用来额外增加采光通风等。[43]
8. ↑  入屋母破风：入母屋式屋顶与屋脊垂直相交山面突出的三角部分。[43]
9. ↑  火灯窗：上部呈曲形如火焰状的窗户。[43][44]
10. ↑  另有来源描述为2重3阶。[46]
11. ↑  另有来源描述为2重3阶。[46]
12. ↑  另有来源描述为2重3阶。[46]
13. ↑  另有来源描述为2重2阶。[46]
14. ↑  另有来源描述为5层6阶。[37]
15. ↑  另有来源指1950年重建。[66]
16. ↑  掌权者，如将军到家臣的家里进行拜访的活动。[72]
17. ↑  船底天井：一种天花板样式，像倒扣的船底一样中间高两侧低。[69]
18. ↑  舞良户：一种日式窗，以绵板镶嵌在窗框间，再在表面密集的覆上称为“舞良子”的细木条。[69]
19. ↑  狭间：天守、橹等建筑墙面上用于对外防御的开口，有三角形、正方形等各种形状，可以从此对外进行射击。[11][73]